# Friderika
A Friderika  a német Friedrich (magyarul Frigyes) férfinév női párja.

## Rokon nevek
- Federika:[1] a Friderika olasz eredetű változata.[3]
- Frida

## Gyakorisága
Az 1990-es években a Friderika igen ritka, a Federika szórványos név volt, a 2000-es években nem szerepelnek a 100 leggyakoribb női név között.

## Névnapok
Friderika, Federika
- május 6.
- szeptember 20.
- október 19.

## Híres Friderikák,  Federikák
- Bayer Friderika énekesnő